# Aljibejli, Agdam
Aljibejli (azerski: Alıbəyli) naseljeno mjesto u Azerbajdžanu. Od 1999. godine središte je Agdamskoga rajona, zamijenivši Agdam koji je nakon Bitke za Agdam ostao nenaseljen. Prema popisu stanovništva iz 1999. Aljibejli ima 3,366 stanovnika.

## Stanovništvo
| Godina | Broj stanovnika |
| ------ | --------------- |
| 1979.  | 1,110           |
| 1999.  | 3,336           |